# 阿波池田駅
阿波池田駅（あわいけだえき）は、徳島県三好市池田町サラダにある、四国旅客鉄道（JR四国）土讃線の駅である。
線路名称上では土讃線単独駅であるが、隣の佃駅から分岐する徳島線の列車も当駅を運転系統上の起点としている。そのため、土讃線と徳島線の双方の駅番号が割り当てられており、土讃線はD22、徳島線はB25である。
三好市における主要駅であり、四国まんなか千年ものがたりを除く全特急列車が停車する。

## 歴史

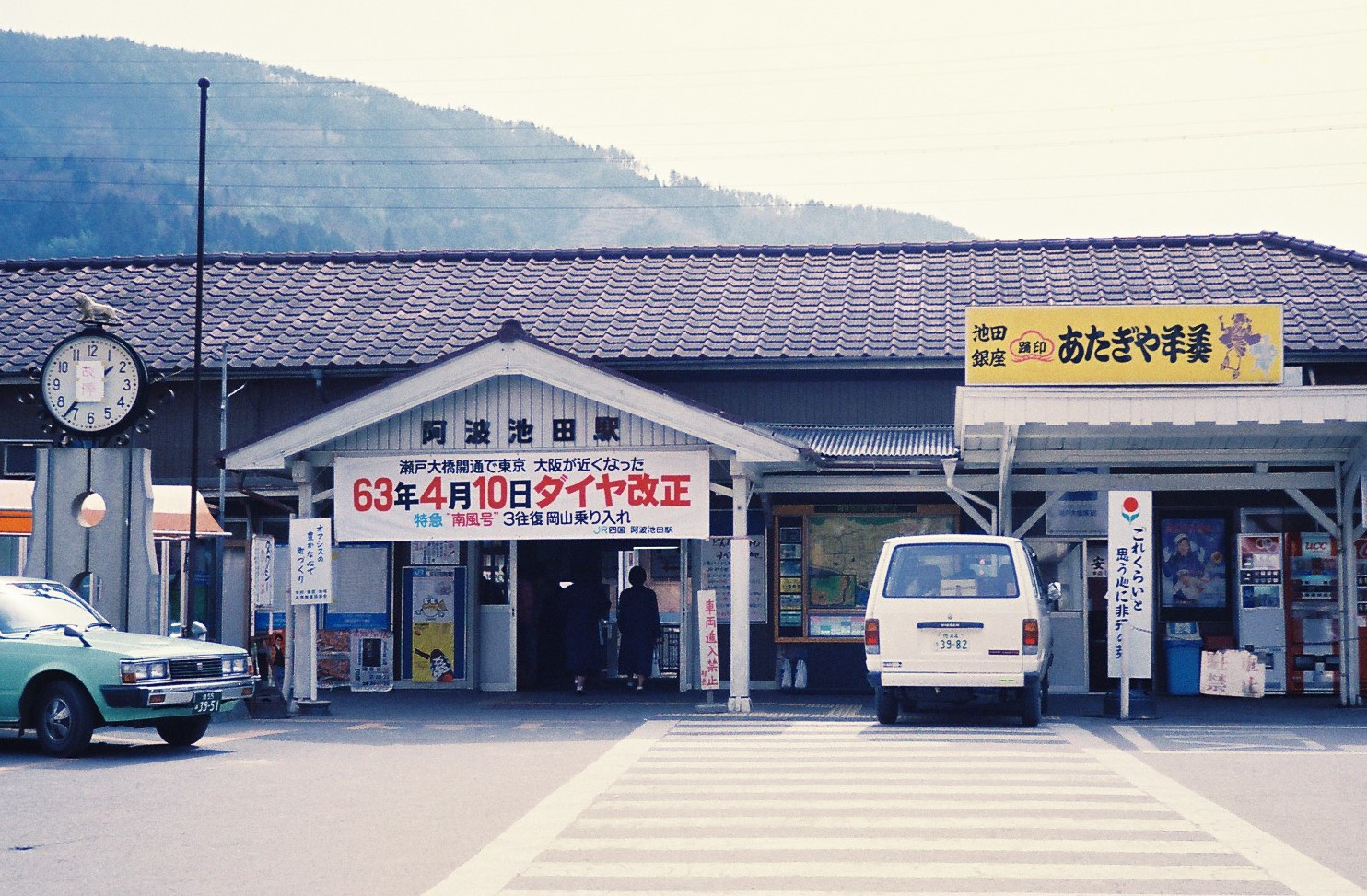
リニューアル前（1988年3月）

- 1914年（大正3年）3月25日：徳島本線（現在の徳島線）川田駅から当駅までの開通に伴い、開業[3][6]。
- 1929年（昭和4年）4月28日：讃予線（現在の土讃線）讃岐財田駅 - 佃信号場(現在の佃駅)間が開業し、丸亀駅方面と接続
- 1931年（昭和6年）9月19日：徳島本線として、当駅 - 三縄駅間が開業[3]。
- 1934年（昭和9年）12月28日：川池線（自動車線）当駅 - 川之江駅間開業[3]。
- 1935年（昭和10年）11月28日：三縄駅 - 豊永駅間が開業し、高知駅方面と接続 [3]。多度津駅 - 佃信号場 - 当駅 - 豊永駅 - 須崎駅間は土讃線になる。
- 1950年（昭和25年）3月29日：昭和天皇の戦後巡幸に伴い翌日にかけてお召し列車が発着[7]。
- 1969年（昭和44年）10月1日：配達の取扱を廃止[8]。
- 1984年（昭和59年）2月1日：車扱貨物を専用線発着のものに限定し、自動車線の荷物の取り扱いを廃止[8]。
- 1987年（昭和62年）4月1日：国鉄分割民営化に伴い、四国旅客鉄道（JR四国）の駅となる[9]。
- 1990年（平成2年）3月29日：駅舎改築（リニューアル）[10][11]。
- 2011年（平成23年）3月12日：新1番線を増設し、使用を開始[12]。
- 2019年（令和元年）9月20日：この日をもって「阿波池田駅ワーププラザ」の営業を終了。
- 2021年（令和3年）10月以降：みどりの券売機プラスの利用を開始[13]。みどりの窓口が営業を終了[13]。
- 2022年（令和4年）4月4日：接近メロディを徳島県立池田高等学校の校歌に変更[14]。

## 駅構造
ホームは相対式1面1線・島式2面4線で合わせて3面5線ある地上駅。県内の駅で最も線路の数が多い（県の代表駅である徳島駅は4線）。なお、四国内のJR駅で5線以上のホームがある駅は、4面9線の高松駅と当駅のみである。
相対式ホーム1面は駅舎に直結しているが、島式ホームの2面は跨線橋にて連絡。元々は島式2面4線であったが、バリアフリー対策としてスロープを併設した相対式ホームの現1番線を新たに設置、2011年3月より使用開始した。このほか、ホーム南側に留置側線が多数ある。
終日社員配置（駅長配置）駅。土讃線多度津 - 高知間の運行管理を行う阿波池田駅制御所が併設されている。
駅舎内には、みどりの券売機プラスが設置されているほか、コンビニ「セブンイレブンKiosk（営業時間6:40 - 20:00）」がある。
トイレは、改札外に男女別水洗式が設けられている。
かつてはホームにのみ電照幕式の発車案内が設置されていたが後に撤去され、新たにLED式の発車案内がホームと改札口に設けられた。4・5番ホームに祖谷のかずら橋の模型がある。
駅スタンプは1980年代半ばごろに盗難にあって以降は同じデザインのものは設置されていなかったが、臨時列車「たらぼけ号」を企画した鉄道カメラマンの坪内政美が当時のものを復刻し、2012年に寄贈した。
また、駅付近の徳島県立池田高等学校の校歌が接近メロディーとして採用されている。

### のりば
| のりば       | 路線    | 方向 | 行先                         |
| ------------ | ------- | ---- | ---------------------------- |
| 1・2・3 4・5 | ■土讃線 | 下り | 大歩危・高知・中村方面       |
| 1・2・3 4・5 | ■土讃線 | 上り | 琴平・多度津・高松・岡山方面 |
| 1・2・3 4・5 | ■徳島線 | -    | 穴吹・徳島方面               |

付記事項
- 運転系統上の境界駅であり、どのホームも全方向への発車に対応している。おおむね、1番のりばまたは2番のりばが土讃線特急、3番のりばが徳島線特急、3番のりばまたは5番のりばが徳島線普通列車という使い方がされるが、土讃線普通列車についてはのりば（おりば）が一定していない。
- 土讃線の普通列車はおおむね当駅を境に系統が分割されている[注釈 3]。なお、当駅における土讃線の普通列車の最終列車は下りの土佐岩原以遠土佐山田行きが当駅17時48分発（大歩危行きは当駅19時10分発）、上りの琴平行きが当駅18時37分発と非常に早い[20]。

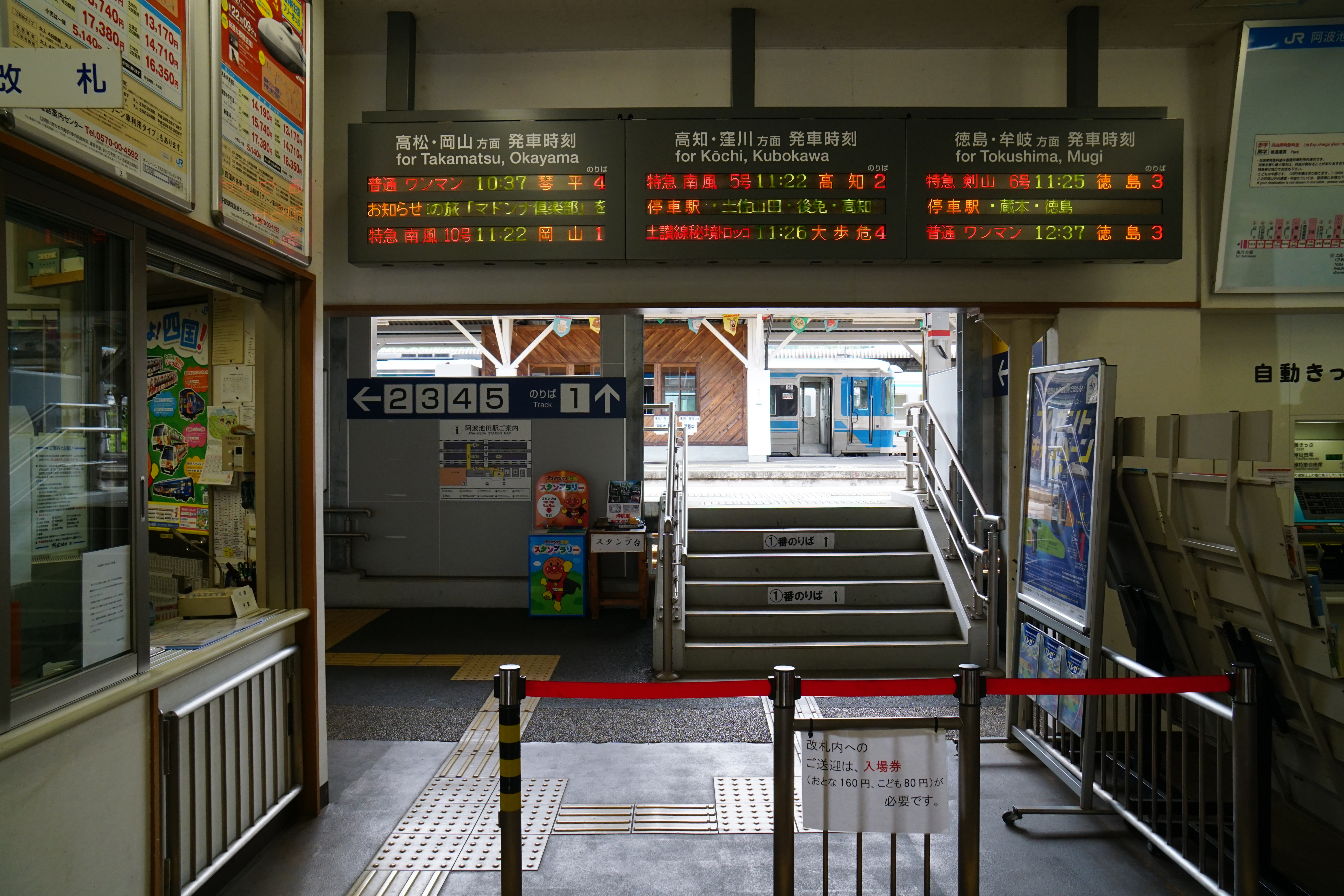
改札口（2015年5月）
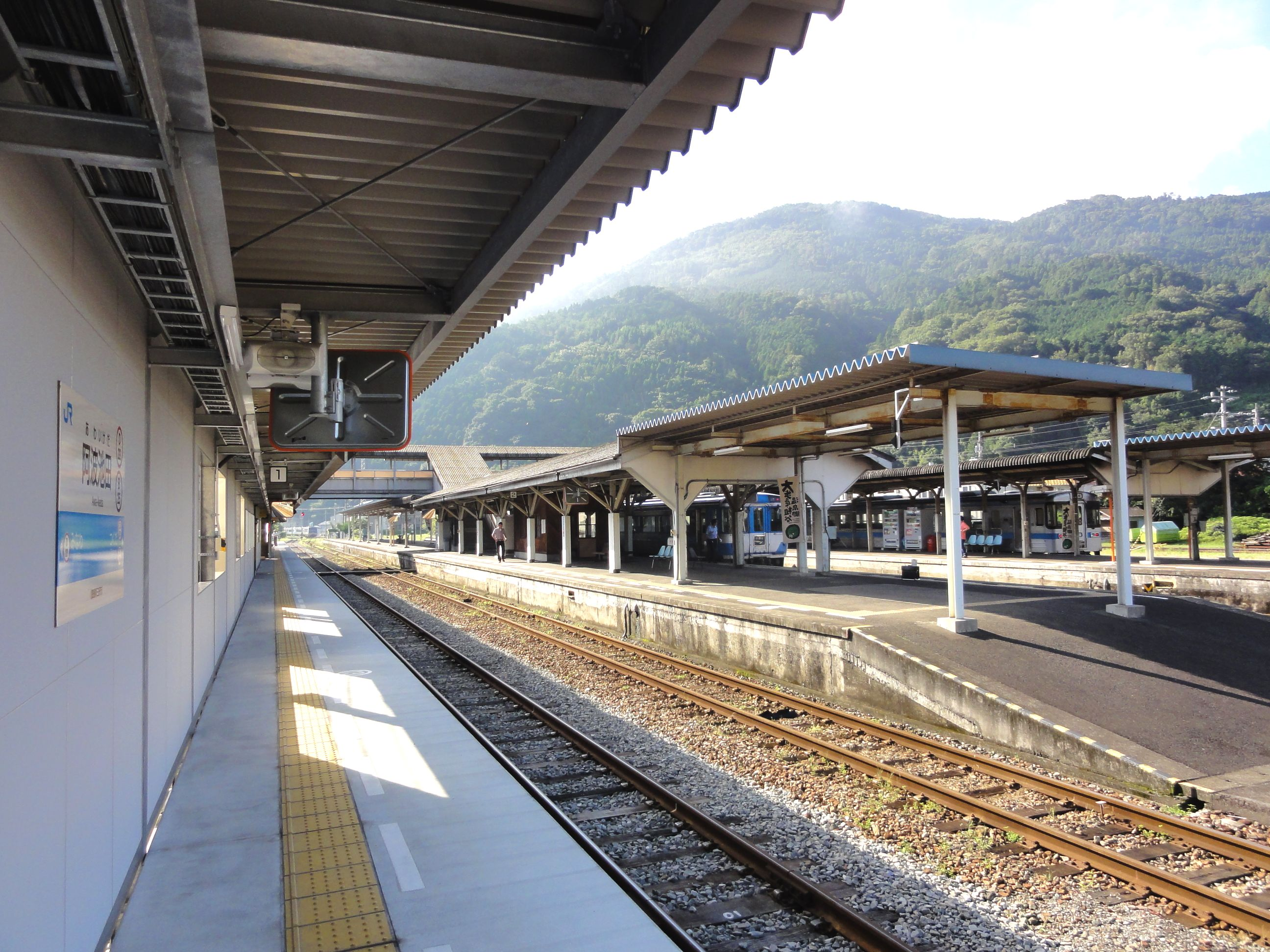
ホーム（2011年9月）
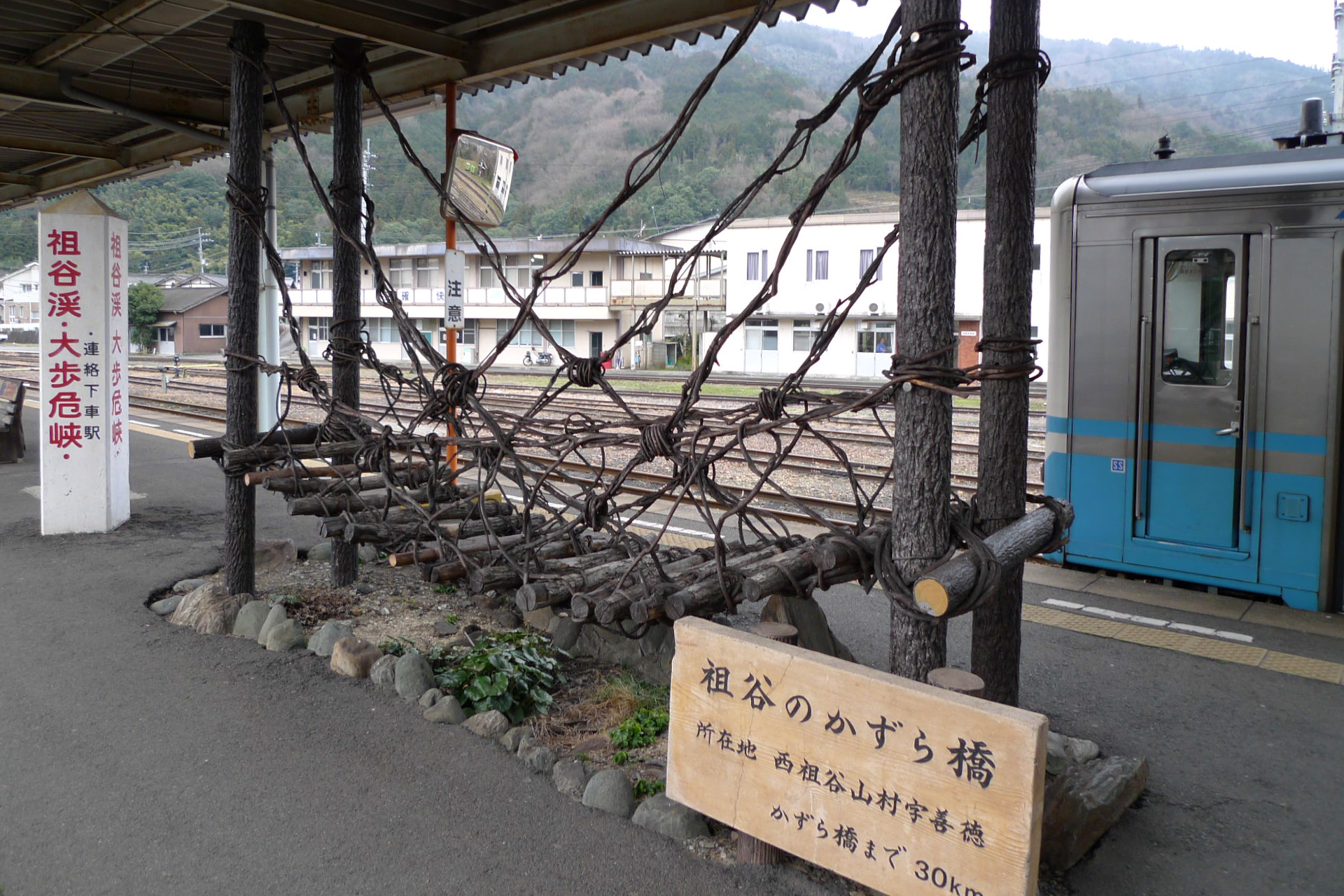
3番・4番（当時、現 4番・5番）ホームにあるかずら橋の模型
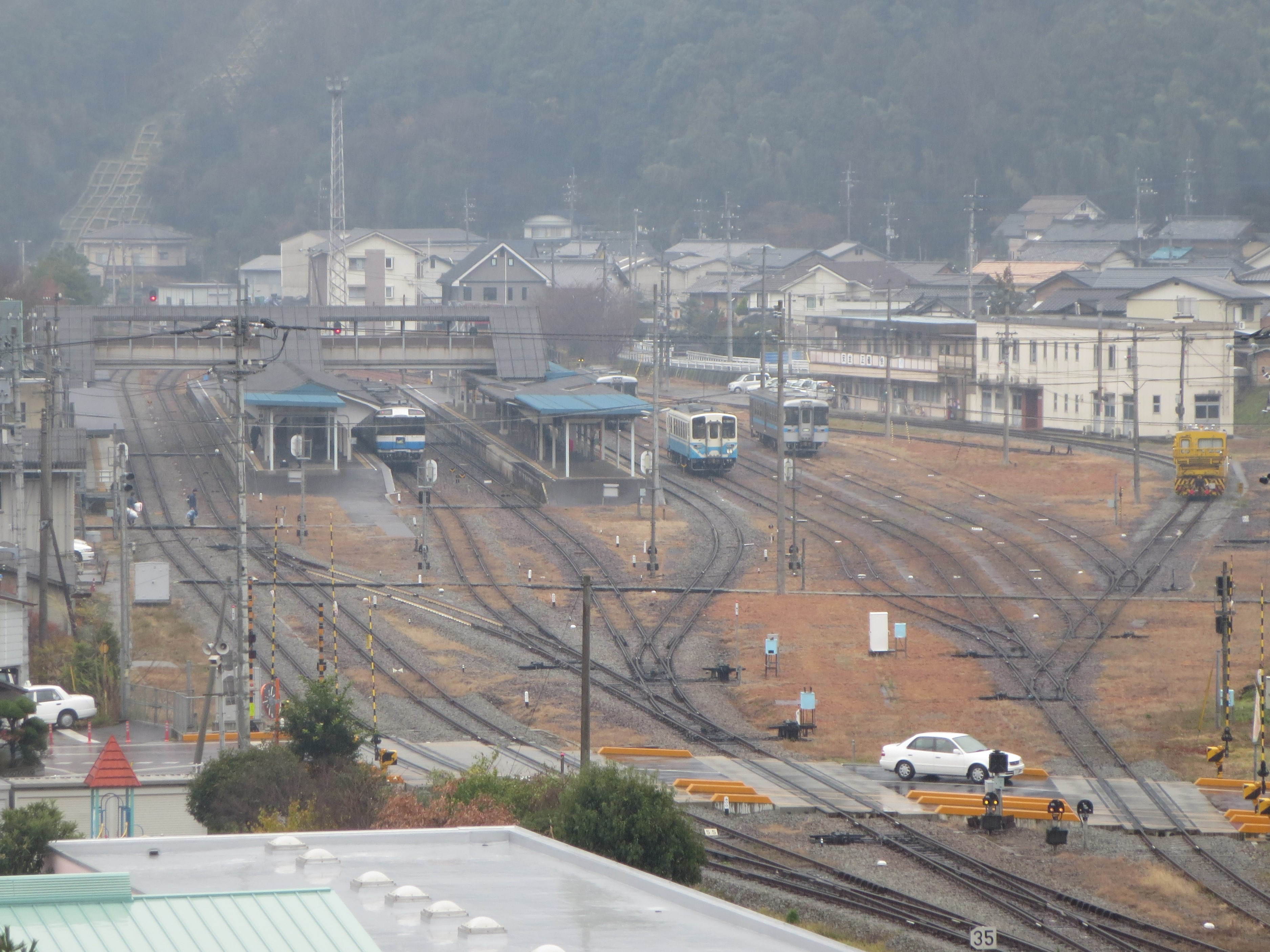
駅の西の山から見る駅構内。一番左側は駅舎（2013年12月）

## 利用状況
徳島県統計書によると、1日平均乗車人員は下記の通りである。
| - 1995年度：1,386人 - 1996年度：1,368人 - 1997年度：1,270人 - 1998年度：1,220人 - 1999年度：1,189人 - 2000年度：1,121人 - 2001年度：1,060人 - 2002年度：985人 - 2003年度：953人 - 2004年度：882人 | - 2005年度：878人 - 2006年度：834人 - 2007年度：803人 - 2008年度：754人 - 2009年度：739人 - 2010年度：727人 - 2011年度：726人 - 2012年度：682人 - 2013年度：665人 - 2014年度：647人 |

## 駅周辺
当駅周辺は、鉄道の開通や接続するバス路線の整備と共に四国の交通上の要衝となって発達し、1922年（大正8年）には人口9,434人の町に旅館が45軒も存在し、県庁所在地の徳島市や海港のある小松島市の人口1万人当たり9.3軒を上回る宿泊地となった。だが、土讃線が開通して当駅での鉄道からバスへの乗り換えに伴う宿泊需要が消滅したことから、1976年（昭和51年）には21軒へ半減することになった。
コロナ禍になる直前までは、大歩危・祖谷地区を観光する外国人旅行客による宿泊需要が増えたこともあり、JR四国は駅前通り商店街にあった空き家を改装し、簡易宿泊所「4S STAY阿波池田駅前」を2018年11月にオープンさせた。
- へそっこ公園 - 駅に隣接[22]
  - 三好市観光案内所
  - 常設野外ステージ
- 阿波池田うだつの家・たばこ資料館
- 三好市役所
- 徳島県三好警察署
- 三好市池田総合体育館
- 駅前通り商店街（徳島県道161号阿波池田停車場線）、栄町商店街、銀座街
8月13日から16日の間、「いけだ阿波踊り」の会場となる。
  - 三好市中央図書館（2019年に現在地に移転）
- 阿波池田郵便局
- 池田ケーブルネットワーク（三好ケーブルテレビ）
- フレスポ阿波池田
  - コーナンホームストック阿波池田店
  - 四国労働金庫池田支店
  - ダイソー
  - デイリーマート
  - 西松屋チェーン
  - レデイ薬局
- 徳島信用金庫池田支店
- 徳島県立池田高等学校 - 1970年から80年代における高校野球での活躍で知られる。
- 三好市立池田中学校
- 三好市立池田小学校
- 国道32号
- 国道192号
- 香川県道・徳島県道5号観音寺池田線
- 池田ダム
- 4S STAY 阿波池田駅前

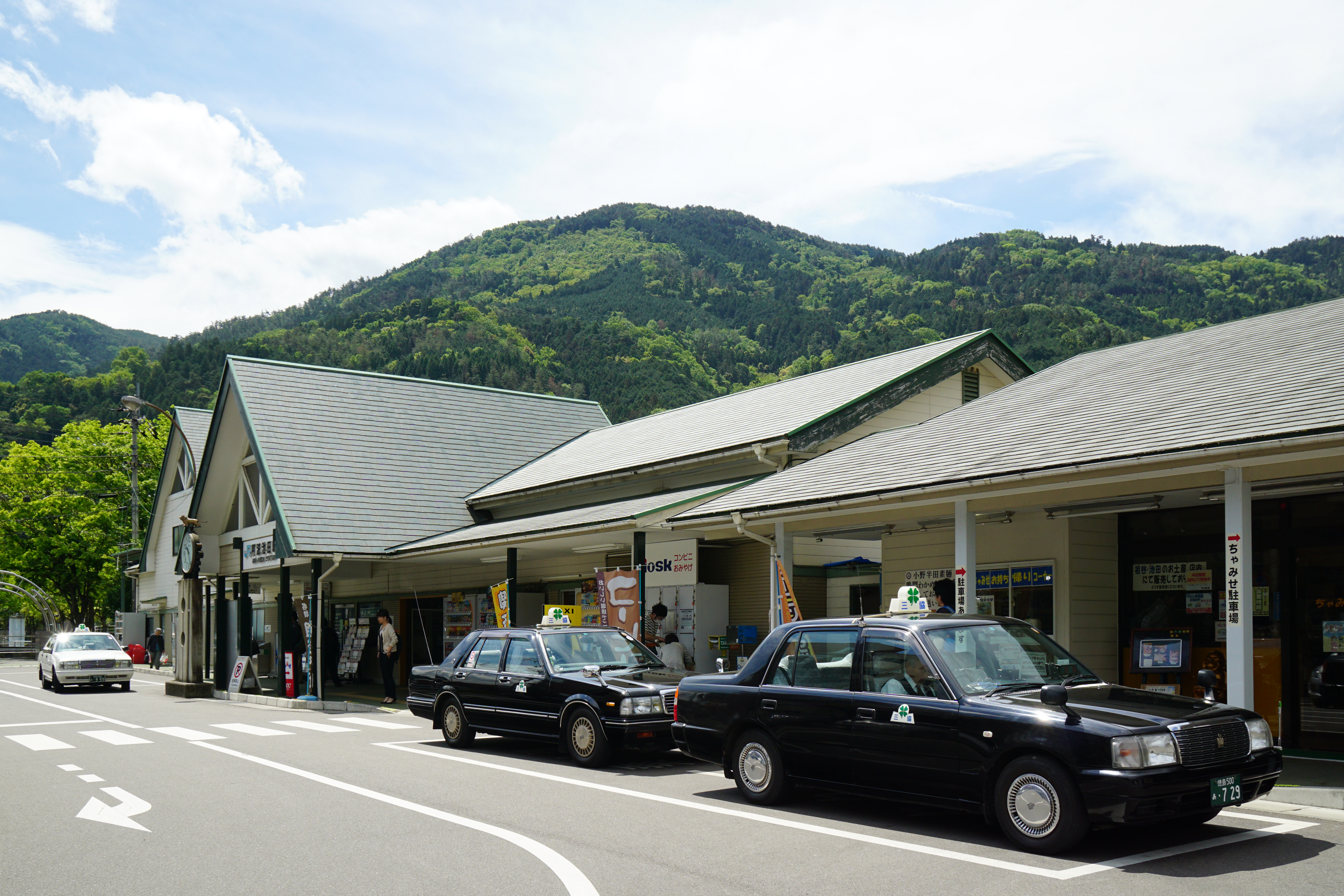
駅前タクシー乗場（2015年5月）
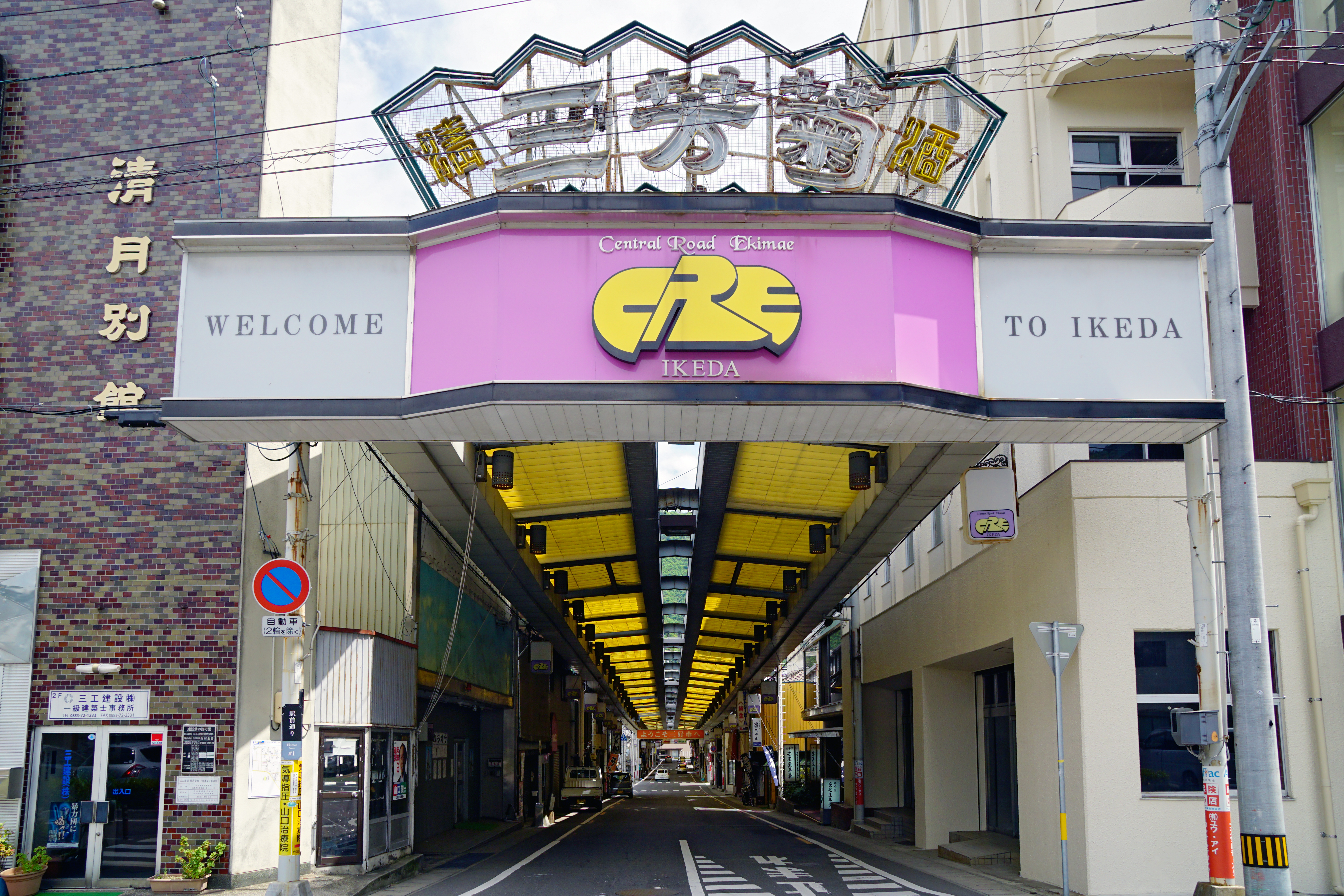
駅舎正面にある駅前通り商店街

## バス路線
阿波池田駅前
- 四国交通
  - 11・21 祖谷線：祖谷口・久保
  - 15・25 三加茂線：加茂駅前北・東みよし町役場前
  - 16・26 井内線：井内馬場
  - 34 白地循環線：白地方面 ※西回り
  - 35 白地循環線：白地方面 ※東回り
  - 32・33・42・43 野呂内線：野呂内口
- 三好市営バス
  - 山城町茂地方面
  - であい（出合）方面
  - 漆川八幡神社方面
  - 三好病院方面
  - 佐野方面
  - 三野町方面 ※道の駅三野まで降車不可
- 東みよし町営バス
  - 東みよし町方面 ※東みよし町内に入るまでは降車不可

阿波池田バスターミナル
2006年4月1日に新設されたバスターミナル。それ以前は阿波池田駅前バス停に案内所が設置されていたほか、高速バスを含む路線バスの全線および定期観光バスが阿波池田駅前に発着していたが、同ターミナルの供用開始によりその機能は移された。現在は、阿波池田駅前からは高速バス、定期観光バスの発着はないが、高松空港行きのリムジンバスが2025年4月1日より発着する。また、四国交通の路線バスのうち、本社線は阿波池田駅前を通らないため、バスターミナルでの乗降となる。

## 特記事項
土讃線と徳島線が合流するのは当駅から1駅隣の佃駅だが、佃駅は特急列車は通過する。そのため、徳島線徳島方面と土讃線多度津・高松方面を利用する場合、特急列車同士の乗り換えと、特急列車から普通列車に乗り換え、普通列車から特急列車に乗り換えに限り、分岐駅通過の特例により佃駅と当駅間に関しては往復とも運賃計算から除外できる（佃駅での乗り換えとみなされる）。ただし、その場合は当駅での途中下車はできない。

## その他
- 当駅のある池田町サラダという地名は、珍地名の一つとして紹介されることがある[25]。

## 隣の駅
四国旅客鉄道（JR四国）
■土讃線
- 特急「南風」「しまんと」停車駅

■普通
佃駅 (D21) - 阿波池田駅 (D22) - 三縄駅 (D23)
■徳島線（佃駅 - 当駅間は土讃線）
- 特急「剣山」発着駅
- 観光列車「藍よしのがわトロッコ」発着駅

■普通
佃駅 (B24) - 阿波池田駅 (B25)